# 웅진

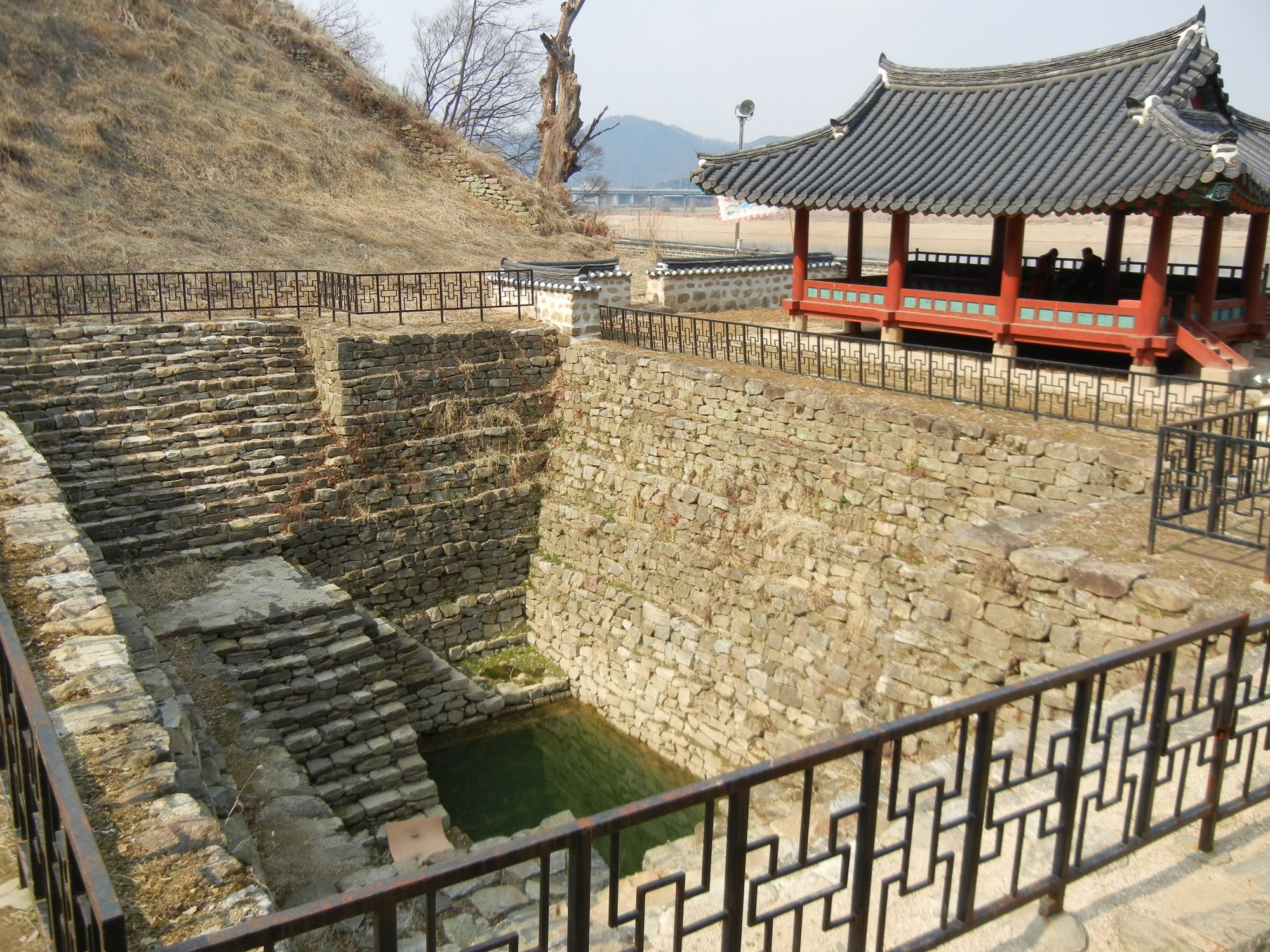
공주 공산성에 있는 백제의 유적 연지.

웅진(熊津) 또는 고마나루, 고마나리는 475년부터 538년까지 백제의 수도였던 곳으로, 오늘날 충청남도 공주시에 해당한다. 백제의 개국왕 온조는 기원전 18년 하남 위례성에 첫 번째 도읍을 정했지만 고구려 장수왕에게 함락되고 백제의 개로왕은 전사하였다. 기원후 475년 개로왕의 아들 문주왕 때 웅진으로 천도하였다. 성왕은 기원후 538년 수도를 다시 사비로 옮겼다.

## 백제고분과 제단터
현존하는 백제의 무령왕릉(武寧王陵)은 백제가 웅진에 도읍했을 당시, 중국 남조(南朝)와의 교류를 통해서 벽돌무덤 양식을 수용한 것으로 보여져 송산리 고분구에 남아 있는 무령왕릉과 송산리 6호무덤은 독특한 양식을 하고 있다.
또한 백제시대 때부터 금강의 수신(水神)에게 제사를 올리던 제장(祭場)으로 웅진단(熊津壇)은 충청남도 공주시 웅진동 고마나루 기슭 솔밭에 세워져 있다. 현재 이곳에는 ‘웅진수신지처(熊津水神之處)’라고 새긴 표석과 함께 작은 단이 조성되어 있는데 1998년에 계룡산 산신제 복원과 함께 이곳의 수신제(水神祭)도 복원하였다.
고마나루의 수신제 터는 ‘웅진단(熊津壇)’, ‘웅진사(熊津祠)’, ‘용당(龍堂)’ 등으로 불렸는데 『신증동국여지승람』에는 고마나루 남쪽 언덕에 사당이 있었다고 전하면서 신라 때는 서독(西瀆), 조선 때는 남독(南瀆)으로 중사(中祀)에 포함되어 있어 봄과 가을에 제사에 쓰는 향과 축문인 향축(香祝)을 내려 제사를 지내게 했다는 기록이 나온다.
『삼국사기』 제사조에는 웅천제(熊川祭)는 신라의 4독 가운데 서독으로서 중사에 편성되어 있었고, 고려를 거쳐 조선시대에도 웅진사는 대 · 중 · 소로 나눠던 중사 13곳 가운데 하나였다고 전한다. 웅진단(사)에서의 제향은 한말 이후 폐지됐으나 일제강점기에 들어서까지 정월대보름날에 민간에서 당굿 형태로 남았고, 광복 이후에도 기우제를 지내는 장소로 이용됐다.
하지만 웅진사의 터는 명확하지 않고, 곰신상이 1970년대에 웅진동 곰내골에서 발견되어 웅진단을 새로 짓고 신상이 발견된 이곳에 고마나루 전설비와 곰상을 모시고 있다. 고마나루 일대는 2006년 12월 4일에 ‘명승 제21호’로 지정되었다.

## 웅진(곰나루) 전설
백제시대, 공주시의 이름은 웅진(熊津)이고 한글로 쓰면 곰나루 혹은  '고마나루'이다. 이름과 관련된 이야기가 전해온다. 아득한 옛날 한 나무꾼이 강을 건너 연미산(燕尾山)으로 나무를 하러 갔다. 그때, 큰 암곰 한 마리가 나타나서 나무꾼을 업고 자기가 사는 굴속으로 들어갔다. 곰은 좋은 음식을 나무꾼에게 많이 가져다주며 나무꾼을 보살폈다. 곰은 사냥을 나갈 때는 꼭 굴 입구를 큰 바위로 막아놓아 나무꾼이 도망가지 못하도록 하였다. 세월이 지나 몇 해를 이렇게 살게 되자 곰과 나무꾼의 사이에는 자식 둘이 생겼다. 이제 됐다고 안심한 곰은 어느 하루 사냥을 나갈 때 굴 입구를 돌로 막지 않았다.
이를 본 나무꾼은 굴을 나와 강으로 뛰어들어 헤엄쳤다. 사냥을 나갔던 곰이 돌아왔을 때 나무꾼은 벌써 건너편에 도착해 있었다. 다급한 곰은 두 자식을 나무꾼에게 보여주며 돌아올 것을 애원했으나 나무꾼은 냉정하게 뒤돌아섰다. 이에 상심한 곰은 두 자식과 함께 강물에 뛰어들어 죽고 말았다. 그 이후로 배가 지날 때마다 풍랑이 일고 변고가 생겨 곰사당을 짓고 곰의 영혼을 위로했다고 한다.

공주시에는 현재 공산성이라는 산성이 있는데 원래는 곰나루 지역에 축성된 산성이라 '곰산성'으로 불리다가 한자로 옮겨 적으면서 소리 나는 대로 '공산성(公山城)'이 되었다는 얘기가 전해오고 공주 역시, '곰주'로 불리던 이름이 '공주(公州)'라는 한자로 표기되었다는 얘기이다. 이처럼 공주시는 곰에 얽혀있는 전설은 단군신화의 예처럼 대한민국에서 곰과 연관되는 대표적인 지역 중 하나로 꼽는다.
역사서를 보면 고마나루를 신라 신문왕 때는 웅천주(熊川州), 경덕왕 때는 웅주(熊州)라고 기록했지만 중국의 역사서 중 《주서(周書)》 〈백제전(百濟傳)〉, 《양서(梁書)》 〈백제전〉에도 당시 백제의 수도가 고마(固麻, 웅진)라 불린 사실이 기록되어 있다.

## 웅진 천도 관련 사료
- 《삼국사기(三國史記)》 〈백제본기〉 문주왕즉위년조 : 겨울 10월, 웅진(熊津)으로 도읍을 옮겼다. (冬十月 移都於熊津)
- 《삼국유사(三國遺事)》 〈왕력〉 문주왕조 : 웅천(熊川)으로 도읍을 옮겼다. (移都熊川)